# 重要他人
重要他人（Significant other）是一個形容人際關係的用詞也稱定位他人、顯著他人，為研究精神病学的美國心理学家哈利·蘇利文（Harry Stack Sullivan）於1953年所提出。
在心理学中，重要他人指的是對一個人的生活或福祉極具重要性的人物。這些人可能是，雙親、老師、其他長輩或者是手足、朋友、同儕，甚至是萍水相逢的路人。在社会学中，重要他人是指對於一個人的自我評價與風評具有強烈影響的人。在社会心理学中，重要他人是一個人在社會化以及心理人格形成的過程中具有重要影響的具體人物，往往包括了師長：雙親、祖父母，或者是其他長輩與老師，這些人會藉由保護或給予獎懲來幫助小孩的成長。
而後庫恩利用重要他人來分析我們的自我概念，他認為我們的自我概念是經由「重要他人」長時間互動之後，被界定和理解的。我們的自我概念其實就是我們對於自己的態度、興趣、認同、目標，信仰、意識形態、自我評價等，所抱持的行動計劃。
「重要他人」亦可區分為：
- 互動性重要他人

為學生在日常交往過程中認同的重要他人。可能是家庭中的父母，可能是學校裡的老師或同學；可能是初級團體或同儕團體中的知心朋友。學生互動性重要他人的出現往往受學生年齡階段的影響。父母在早期佔優勢，然後是教師，後期同輩群體的影響增大。
- 偶像性重要他人

## 註記
- 在美國，「重要他人」在口語上指的是情人，簡稱為。有時則會用於邀請函中，如喜帖或是開會通知。